# Argyrodes elevatus
Espèce
Synonymes
- Argyrodes concinna O. Pickard-Cambridge, 1880
- Argyrodes jucunda O. Pickard-Cambridge, 1880
- Argyrodes lugens O. Pickard-Cambridge, 1880
- Argyrodes decorus Banks, 1908
- Argyrodes biclavis Chamberlin, 1924
- Argyrodes cingulatus Petrunkevitch, 1925
- Argyrodes falcatus Badcock, 1932
- Argyrodes rotundus Caporiacco, 1938
- Conopistha elongata Bryant, 1940
- Conopistha argentinus Mello-Leitão, 1941
- Conopistha friburgensis Mello-Leitão, 1943
- Conopistha pickeli Mello-Leitão, 1943
- Microcephalus fur Restrepo, 1944
- Rhomphaea simplex Caporiacco, 1954

Argyrodes elevatus est une espèce d'araignées aranéomorphes de la famille des Theridiidae.
C'est une araignée commensale et cleptoparasite.

## Distribution
Cette espèce se rencontre du sud des États-Unis à l'Argentine.

## Description

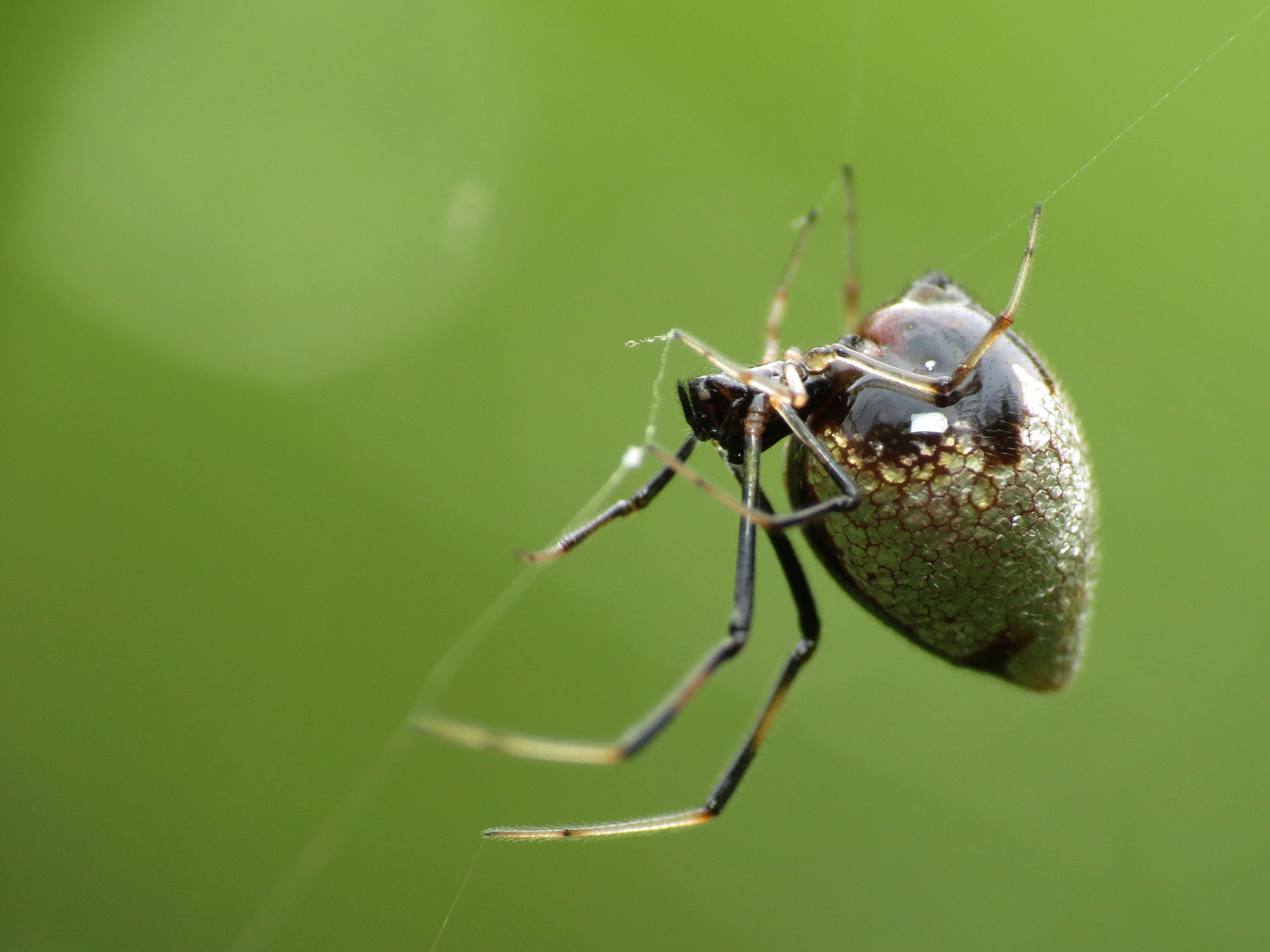
Argyrodes elevatus

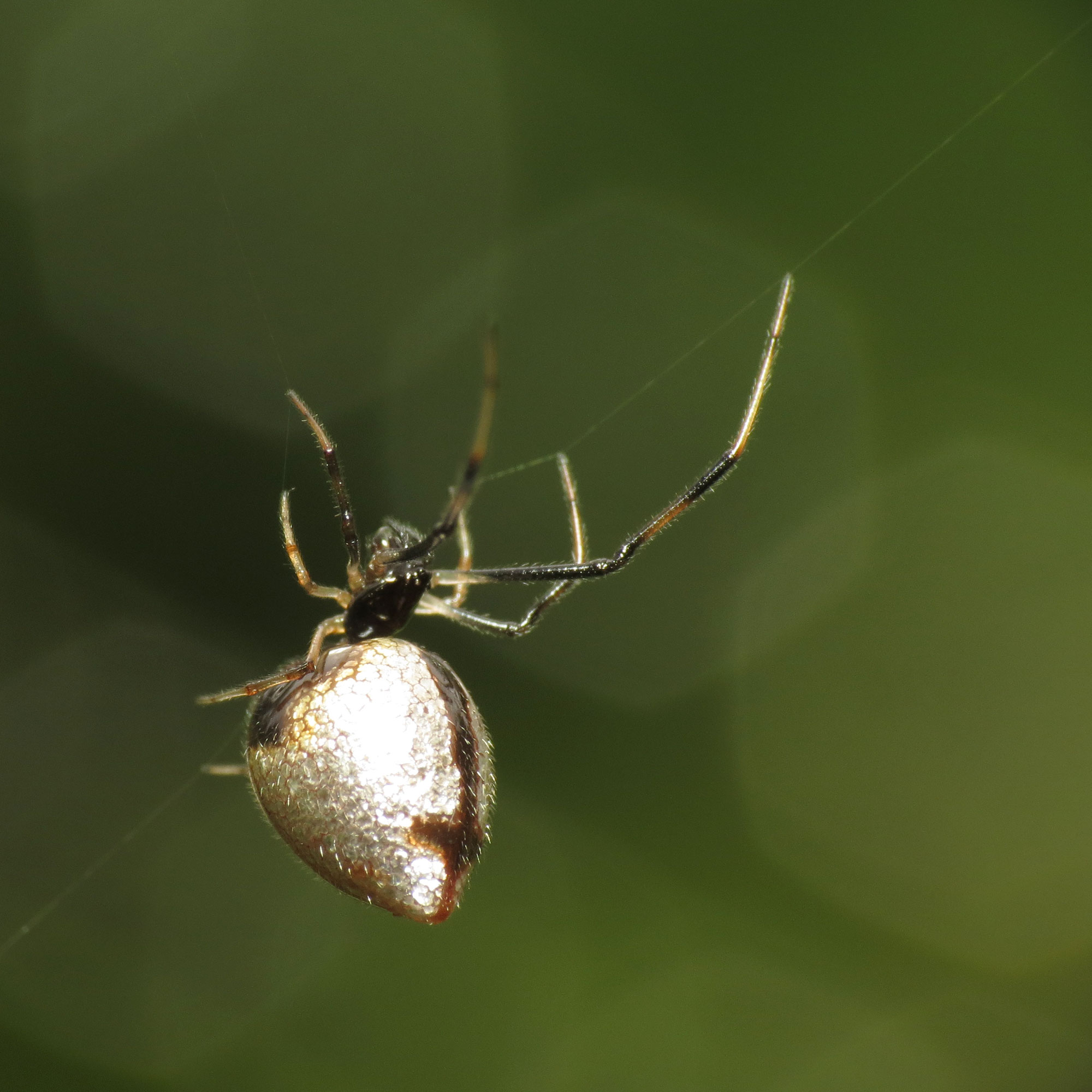
Argyrodes elevatus

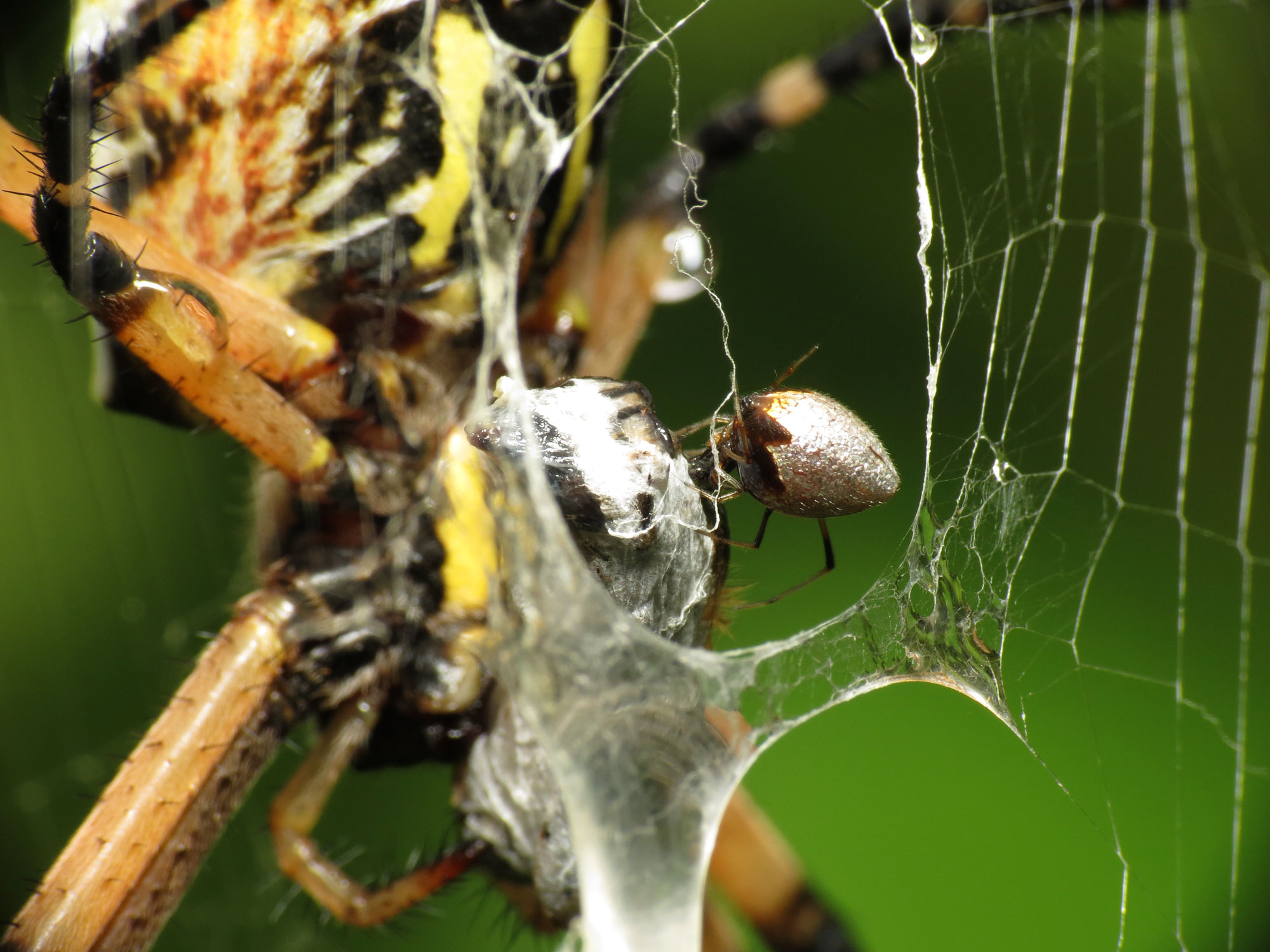
Argyrodes elevatus

Le mâle décrit par Exline et Levi en 1962 mesure 4,0 mm et la femelle 3,4 mm.
Ces araignées, d'une taille de 3 à 7 mm,, ont un abdomen parfois argenté, de forme conique, et un céphalothorax brun foncé.

## Comportement
Les araignées de cette espèce peuvent tout autant être commensales que cleptoparasites. Elles habitent sur les toiles d'orbitèles, comme celle des argiopes.

## Systématique et taxinomie
Cette espèce a été décrite par Taczanowski en 1873.
Argyrodes concinna, Argyrodes jucunda, Argyrodes lugens, Argyrodes decorus, Argyrodes biclavis, Argyrodes cingulatus, Argyrodes falcatus, Argyrodes rotundus, Conopistha elongata, Conopistha argentinus et Rhomphaea simplex ont été placées en synonymie par Exline et Levi en 1962.
Conopistha friburgensis et Conopistha pickeli ont été placées en synonymie par Levi en 1967.
Microcephalus fur a été placée en synonymie par Levi en 1972.

## Publication originale
- Taczanowski, 1873 : « Les aranéides de la Guyane française. » Horae Societatis Entomologicae Rossicae, vol. 9, p. 113-150 & 261-286.